# 约安尼斯
约安尼斯或约翰（拉丁語：Iohannes；死于425年6月或7月）是423至425年的西罗马皇帝。
在霍诺留皇帝逝世时（423年8月15日），狄奥多西王朝的另一位皇帝狄奥多西二世对是否公布他叔父的死讯犹豫不决。在皇位空缺之时，霍诺留的宫廷贵族卡斯提努斯拥立约安尼斯为皇帝。

## 历史
在成为皇帝前，约安尼斯是行政部门首长或高级公务员。普罗柯比称赞他“温和而富有洞察力，行事时也充满勇气。”与狄奥多西家族的皇帝们不同之处在于约安尼斯容忍所有的基督教教派。
登基伊始，约安尼斯对帝国的控制就不够安全。在高卢，他的近卫总长在阿尔勒的一场兵变中被杀。 而阿非利加民事管区伯爵卜尼法斯也扣押了向罗马运送粮食的船队。
“约安尼斯统治期间的种种事件与其起源一样阴暗"，约翰·马修斯如此写道。他用一章记述了约安尼斯统治期间的已知举措：约安尼斯在罗马被拥立，且禁卫军收到了来自阿尼西亚家族成员的贿赂。随后约安尼斯把大本营搬到拉文纳，他知道东罗马会从那个方向进攻。约安尼斯还发动了对北非的远征，结局没有记载，但可以推断以失败告终。在高卢，他似乎因把神职人员交给世俗法庭处理而引起了不满。
约安尼斯曾试图与东部皇帝达成协议，但狄奥多西二世擢升年幼的瓦伦丁尼安（无疑受到了瓦伦丁尼安之母普拉西提阿的影响）先为凯撒、后又为奥古斯都的行为打破了和平的幻想。424年，约安尼斯指派他的追随者中年轻而前途广大的埃提乌斯前往匈人部落寻求军事援助。埃提乌斯当时担任宫廷总管，且曾作为人质在匈人生活。
埃提乌斯离开后，东罗马的军队离开塞萨洛尼基前往意大利，很快到达了阿奎莱亚并驻扎下来。虽然主要信源都认为拉文纳在军队的进攻中陷落，但安条克的约翰却记载一个牧羊人带着阿斯帕尔的军队安全穿过了保护城市的沼泽地。斯图尔特·欧斯特（Stewart Oost）认为阿斯帕尔的父亲阿尔达布尔被约安尼斯的士兵俘虏，但他成功劝服了拉文纳的守军叛变。随后约安尼斯被带到阿奎莱亚，并被斩手，后被放在驴上在竞技场中游街羞辱。在进一步伤害和羞辱后，约安尼斯终于在425年6月或7月被处决
约安尼斯被处决三天后，埃提乌斯率领一支庞大的匈人军队返回。经过一些小规模冲突，摄政的普拉西提阿与他达成妥协，这一协议确定了西罗马未来三十年的政治格局。匈人得到了奖赏并被遣返，埃提乌斯则得到了军队首长（罗马陆军总司令）的职务。史学家阿德里安·戈兹沃西写道“东罗马陆海军的强硬分子经历了恶战，加上一些叛变阴谋”才击败了约安尼斯。